# Mistbergen
De Mistbergen zijn een fictieve bergketen uit de boekencyclus Het Rad des Tijds van de schrijver Robert Jordan.
De Mistbergen vormen een natuurlijke grens tussen Andor enerzijds en Arad Doman en Tarabon anderzijds. Ten zuiden van Andor loopt de bergketen nog door langs Geldan en Amadicia, waar op haar zuidelijke uilopers de stad Amador ligt. In het noorden loopt de keten door tot in de wildernis die eens Aridhol was. De bergketen ontleent haar naam aan een dikke laag mist die in de bergen hangt. Verhalen van lokale mensen zeggen dat het ongeluk brengt om de bergen in te trekken en dat mensen de dood in de Mistbergen vinden.
Toch zijn de Mistbergen van groot belang voor de economie van Andor. De bergen bevatten ijzer, koper, zilver en goud en zijn voor de mijnwerkers daarom een interessante locatie om te werken. De meest gedolven ertsen worden in de ovens bij de mijnen gezuiverd en getransporteerd naar Baerlon.
Locaties: Baerlon · Caemlin · Emondsveld · Mistbergen · Shadar Logoth · Tweewater · Vierkoningen · Wittebrug